# 公平貿易
公平貿易是有組織的社會運動，在貼有公平貿易標籤及其相關產品之中，勞工、環保及社會政策的公平性標準、以生產者的利益為先，而非中間商人的利潤；其產品從手工藝品到農產品不一而足，這個運動特別關注那些自發展中國家銷售到發達的外銷。
公平貿易運動，試圖透過與被邊緣化的生產者及勞工的緊密合作，將他們從易受傷的角色，轉化成為經濟上的自給自足與安全，並且為他們賦權，使他們成為其自己組織的利害關係人，同時在全球市場中能夠更主動，而非只能被動的受傷害，以促進國際貿易的公平性。
公平貿易運動的組成份子，包括了範圍廣泛的一些國際宗教、發展援助、社會及環境組織，像是樂施會、國際特赦組織或天主教國際明愛會等等。
公平貿易以一種致力於發展的努力，極具爭議性，同時引發了政治光譜左右兩極的批評，有些經濟學家及保守智庫，認為公平貿易只是另一種形式的補貼，妨礙經濟成長，最终并不会让生产者受惠，某些左派則批判公平貿易不夠激進。
在2005年，全世界公平貿易的銷售約為十一億英鎊，每年約成長37%。雖不到全球實體商品的百分之一，但公平貿易的商品約佔北美及歐洲市場的0.5%到5%，全球有超過一百五十萬人的弱勢生產者直接受益於公平貿易運動，同時另外有五百萬人受益於公平貿易所資助的基礎建設及社區發展計劃。

## 概述
公平貿易的提倡原是為支持社會公義和援減很多發展中國家的極度貧窮情況。其中尤以工會組織和環保分子較熱衷提倡，用以批評資本家跟勞工和自然環境的對立情況。公平貿易的倡議者認為現代的社會不穩定、社會公義的失落、恐怖主義的擴張都是由一個失衡的全球經濟體系所致。而全球化所標榜的自由貿易並不一定會為所有人類帶來財富，因為自由貿易並不保證公平貿易，自由貿易只會帶來對自然環境的破壞、社會不穩定以及弱勢民族的衰亡。
現在的公平貿易運動提倡改革現行的貿易行為（尤其是在世界貿易組織的框架之下進行的國際貿易），例如要求已發展國家廢除其對國內農業的補貼，以減少將農產品傾銷到發展中國家，從而打擊當地農業的情況。另外，還包括鼓勵消費者不要參與涉及不公平貿易的消費，從而向有關生產商施壓。在歐美等國，市面上比較流行印有公平貿易標籤的產品，以供消費者一個另類選擇，以稍微高一些的價錢購買合乎公義的貨品，其中以公平咖啡和巧克力最為著名。
由FINE所創「FINE是指一個由國際公平貿易標籤組織（Fairtrade Labelling Organizations International）、國際公平貿易協會（International Fair Trade Association）、歐洲世界商店連線（Network of European Worldshops）及歐洲公平貿易協會（European Fair Trade Association）四個公平貿易的主要組織所組成的非正式連線」：
公平貿易是一個基於對話、透明及互相尊重的貿易活動夥伴關係，志在追求國際交易的更大公平性，以提供更公平的貿易條件及確保那些被邊緣化的勞工及生產者的權益（特別是南半球）為基礎，致力於永續發展，公平貿易組織則積極的參與支持生產者、認知提升及志在改變傳統國際貿易習慣的專案等活動。
然而，公平貿易的確可有助改善那些被邊緣化的勞工及生產者的權益，但不能完全解決根治貧窮問題，而其所涉及的生產者很多，公平貿易不能一一保障。公平交易以一種致力於發展的努力，極具爭議性，同時引發了政治光譜左右兩極的批評，有些經濟學家及保守智庫，認為公平交易只是另一種型式的補貼，妨礙經濟成長，某些左派則批判公平交易不夠激進。

## 主要原則
在交易關係之中，公平貿易運動倡導支持下列的一般原則與作法：
為經濟弱勢的生產者創造機會
公平貿易為一種永續發展及減輕貧窮的策略，它的目標是為那些經濟上弱勢或在傳統貿易系統中被邊緣化的生產者創造機會。
透明度及可責性
公平貿易以透明的管理模式和商業關係，以平等及互相尊重與交易夥伴相處。
能力建構
公平貿易是一種發展生產者獨立性的手段，公平貿易的關係提供了一種持續性，在這之中，生產者及其市場組織能改善其管理技巧及發掘市場的能力。
公平價格的付款
公平價格，是透過對話及參與所形成的一種相互同意的價格，它不只包含了生產成本，同時也符合了社會正義與環保的原則，它提供了生產者公平的報酬，同時也考量男女平等同酬的原則，公平貿易商保證儘快的付款予其夥伴，以幫助生產者能度過收穫前期或生產前期的財務狀況。
性別平等
公平貿易能適當的評價及給付婦女的勞動，婦女的報酬是以對於生產過程的貢獻而定，同時在組織中賦權予婦女。
勞動條件
公平貿易提供生產者一個健康及安全的工作環境，如有兒童的參與，則不能影響兒童的完整成長、安全及教育的要求，同時也必須符合聯合國兒童權利的慣例及當地的法規。
環境保護
公平貿易積極鼓勵更好的環保實踐及負責任的生產手法。

## 相关组织

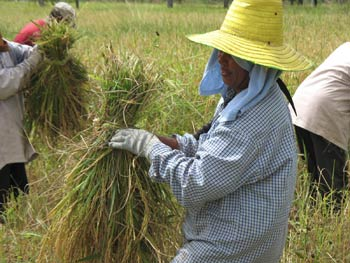
泰國公平貿易認證的稻米生產者

大部份的公平貿易進口商都屬於一個或數個國內或國際的連盟，這些連盟協調、提倡及促進公平貿易組織的工作，下表所列的便是一些最大及最具影響力的組織：
- 國際公平貿易標籤組織（Fairtrade Labelling Organizations International，簡稱FLO），創立於1997年，是最大及最多人承認的標準訂立及認證的公平貿易標籤發行團體，它在非洲、亞洲及拉丁美洲超過五十個國家定期的檢驗及認證生產組織，包含了大約一百萬戶的農業及勞動家庭。
- 國際公平貿易協會（International Fair Trade Association，簡稱IFAT），創立於1989年，是一個由公平貿易生產公司及協會、外銷公司、進口者、零售商、國家及地區性公平貿易陣線和支持公平貿易團體所組成的全球協會，在2004年，IFAT創設了“公平貿易組織標籤”（FTO Mark）以識別那些公平貿易組織（與FLO系統相反，FLO是認證產品），IFAT在超過六十個國家有將近300個組織成員。
- 歐洲世界商店連線（Network of European Worldshops，簡稱NEWS），創立於1994年，是一個由15個世界商店協會所組成的傘形連線，遍佈於全歐洲十三個不同的國家。
- 歐洲公平貿易協會（European Fair Trade Association，簡稱EFTA），創立於1990年，是一個歐洲地區公平貿易組織的連線，其從非洲、亞洲及拉丁美洲近400個經濟上弱勢生產團體進口貨品，EFTA的目的在於推廣公平交易及使公平交易的進口更具效率及成效，同時，EFTA每年發行關於公平交易市場的出版品，EFTA現今於9個不同的國家有11個成員。

在1998年，以上四個組織成立了FINE，一個以協調公平貿易的標準及準則、提昇公平貿易監督系統的品質及效率、和政治性的倡議公平貿易為目的的非正式連盟。
- 公平貿易聯盟（The Fair Trade Federation，簡稱FTF）是一個美國及加拿大公平貿易批發商、進口商及零售商所成立的組織，這組織將其成員與公平貿易生產團體連結起來，同時作為公平貿易資訊交換的中心，也對其成員提供資源及連結的機會。

## 歷史
在北半球市場，第一次將公平貿易產品商業化的嘗試是在1940及1950年代，由宗教團體及數個政治導向的非政府組織所開始，在門諾會互助促進社（Mennonite Central Committee，簡稱MCC）裏的一個非政府組織萬村會（Ten Thousands Villages）及SERRVE International於1946年及1949年首次開始在發展中國家發展公平貿易的供應鍊，產品不外乎都是手工藝品，從黃麻製品到十字繡的作品，絕大部份都在世界商店（Worldshops）銷售，產品本身除了表明捐款目的外，幾乎沒有別的功能。

### 團結貿易

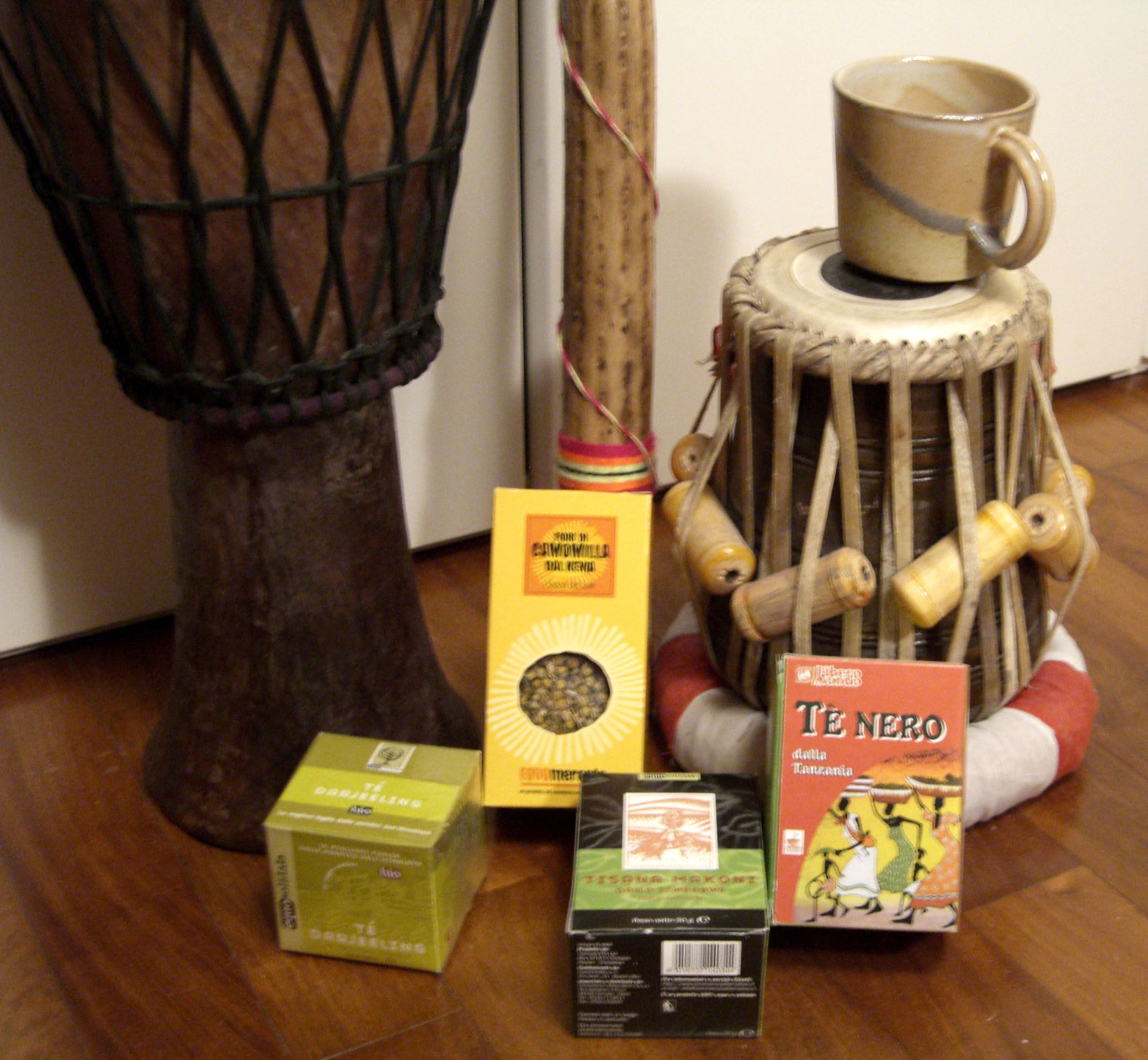
在世界商店銷售的公平貿易商品

現今公平貿易運動形塑於1960年代的歐洲，公平貿易於這時期通常被視為一種反抗新帝國主義的政治姿態，激進的學生運動開始關注跨國公司，並出現了一種認為傳統商業模式基本上是有缺陷的共識，那時的口號“貿易，而非援助”（Trade not Aid），被1968年所召開的聯合國貿易及發展會議（United Nations Conference on Trade and Development，簡稱UNCTAD）所採用，並得到國際認同，會議中強調與發展中世界建立公平的貿易關係。
1965年誕生了第一個另類貿易組織（Alternative Trading Organization，簡稱ATD）：那年，英國的非政府組織樂施會（Oxfam）發起了「以銷售來幫忙」（Helping-by-Selling）的活動，一個以郵購及在樂施會商店銷售進口手工藝品的計劃。
1969年，第一個“世界商店”在荷蘭開張，這個開創性的構想，是以銷售符合公平貿易規則的“發展中區域”的產品，將公平貿易的法則帶入零售部門，第一個商店由志工營運，非常成功，之後數十個類似的商店開始在比利時、荷蘭、盧森堡及德國等其他西歐國家開始營業。
在1960和1970年代，公平貿易運動裏很重要的部份是，為那些因為政治因素而被排斥於主流貿易管道的國家，協助他們的產品尋找市場。數千名志工在教會後面和世界商店銷售來自安哥拉及尼加拉瓜的咖啡豆，以這些產品從家裏和公共場所的攤位傳達一個訊息：給那些來自發展中國家的弱勢生產者一個公平的機會，就是支持他們自主的永續發展。另類貿易活動的盛行，若不從貿易量來說，至少以在數量上，有數十個另類貿易組織（ATO）在大西洋兩岸成立，同時隨著世界商店的擴張，有許多計劃性的行動與專案，抨擊國際間的剝削與支配的現象，宣揚著曼德拉、朱利葉斯·尼雷爾及尼加拉瓜桑定政權的理念：自主及獨立的權利，與接觸全球市場及消費者的公平管道。

### 手工藝品VS.農產品
在1980年代初期，另類貿易組織面臨了一個嚴重的挑戰：一些公平貿易的產品失去了新鮮感，需求己達到高峰，許多手工藝品在市場上開始看起來“不流行且令人膩煩”，手工藝品銷售的下滑，使得公平貿易的支持者開始重新思考他們的營運模式及目標。更重要的，許多支持者在這段時間關心農產品價格下滑對於貧農所造成的衝擊，許多人相信，找尋一種適當的補助，來解決這個產業的危機，是這個運動的責任。
在接來的幾年中，公平貿易的農產品在許多另類貿易組織的成長過程中，扮演很重要的角色：在市場上的成功，它們提供了生產者極需要的報酬，同時也為停滯的手工藝品市場提供一個絕佳的替代選項，第一種公平貿易的農業產品是茶與咖啡，緊接著是水果乾、可可、糖、果汁、香料及堅果。在1992年時，手工藝品佔總銷售的80%，其餘20%是農產品，但在2002年，手工藝品僅佔總銷售的25.4%，而食物商品卻增加到69.4%。

### 標籤的興起
直到第一次的公平貿易標籤行動開始，公平貿易商品的銷售量才真正的大增。雖然不斷成長的銷售額頗令人注目，但公平貿易只在出現在歐洲零星的世界商店，稍微有推廣到北美。某些人覺得這些商店離現代的生活模式與步調太遠，即便是最熱心的顧客，都覺得去這些商店買東西很不方便。只有一個方法能增加銷售機會，就是在顧客常去的商店，以一般的物流管道來販售公平貿易商品。唯一的問題便是，如何能增加銷售管道，但卻不減少消費者對公平貿易商品與其來源的信心。
直到1988年第一個公平貿易標籤的行動“Stichting Max Havelaar”開始，這個問題才找到解答，這行動是由Nico Roozen、Fans VanDer Hoff及荷蘭的非政府組織Solidaridad所創。這個獨立的認證使得商品能在世界商店以外銷售，進入主流市場，接觸到廣大的顧客，讓公平貿易商品的銷售顯著成長。這個標籤行動同時也能讓顧客及通路商能追蹤產品的來源，以確保讓供應鍊另一端的生產者受益。
這個想法受到許多注意，在接下來的幾年，北美及歐洲出現了許多類似的非營利公平貿易標籤組織，1997年，一個彙整標籤（Labelling Initiatives，簡稱LIs）的過程催生了國際公平貿易標籤組織（FLO）的成立，FLO是一個傘形組織，其任務在訂定公平貿易的標準，支持、檢查並認證那些弱勢的生產者，同時協調公平貿易運動。
在2002年，FLO發起了一個新的國際公平貿易認證標章（International Fairtrade Certification Mark），發起的目標在於增加標章在超級市場貨架上的能見度、促進跨國貿易及簡化生產者及進口者之間的程序；現今，有超過16個FLO的認證會員，基於FLO的認證，在數十個產品上使用這個國際公平貿易認證標章，包括有咖啡、茶、米、香蕉、芒果、可可、棉花、糖、蜂蜜、果汁、堅果、新鮮水果、奎寧、藥草、香料、紅酒及足球等產品。

### 今日
過去十年，全球公平貿易的銷售量大幅增加，特別是貼有公平貿易標籤的商品，其銷售量的增加更為顯著。在2005年，全球銷售量約11億英鎊，每年約以37%的速度成長，2006年十月，FLO認證了58個發展中國家的586個生產組織，其中超過150個組織並在IFAT（International Fair Trade Association）註冊。

## 認證與標籤

公平貿易認證標章（美國與加拿大）

IFAT國際公平貿易組織標章

### 公平貿易標籤組織認證
註：一般Fair trade合併寫為Fairtrade一個字時，通常用在針對FLO的商品體系
公平貿易標籤運動（Fairtrade Labelling），通常簡稱為“公平貿易”（Fairtrade），或在美國被稱為“公平貿易認證”（Fair Trade Certified Mark），是一套認證的體系，用來讓消費者辯識符合標準的商品。這個體系由一個訂定標準的組織（國際公平貿易標籤組織，FLO）及一個認證組織（公平貿易認證組織，FLO-CERT）所監督，負責對生產者及交易者進行獨立審計，以確保能符合標準。
無論是貼有“國際公平貿易認證標章”或“公平貿易認證標章”的產品，它必須通過公平貿易認證組織的檢查，以及來自受認證的生產者。農作物必需依照公平貿易標籤組織所設定的公平交貿標準來種植及收成，供應鍊也需受公平貿易認證組織的監督，以確保公平交易產品的一致性。
公平貿易的認證不僅保障公平價格，同時也符合倫理消費的原則，這些原則包括必需嚴守國際勞工組織的規範，禁止童工或奴工、保障安全的工作場所及組成工會的權利，以及嚴守聯合國人權憲章。而一個公平的價格也包含了生產及促進社會發展的成本，同時能保護環境，除此之外，公平貿易認證系統也鼓勵賣家及買家之間長期的商業關係，以及更透明的供應鍊。
公平貿易系統有許多商品種類而且不斷增加，如香蕉、蜂蜜、咖啡、柳丁、可可、棉花、新鮮水果及蔬菜、水果乾、果汁、堅果、植物油、奎寧、米、香料、糖、茶及紅酒。要銷售公平貿易商品的公司，可以申請證照以使用公平貿易標章在那些符合公平貿易的商品上。
國際公平貿易認證標章由國際公平貿易標籤組織於2002年所創，以取代數個公平貿易運動所創造出來的十二種標章，這個新的標章目前全球通用（美國及加拿大除外）。
在美國及加拿大所使用的公平貿易認證標章，也仍在這二國內認證公平貿易商品，由於逐漸的更換舊標章，新標章的全面更換應該在不久的將來能完成實現。

### IFAT組織認證
為了要補足公平貿易商品的認證體系，同時容許大多數的手工藝生產者能在世界商店以外的地方銷售產品，國際公平貿易協會（IFTA）發行一個新的標章來認證組織（相對於國際公平貿易標籤組織的產品認證），這標章稱為FTO Mark，它讓消費者能指認全球己登記的公平貿易機構，同時也確保能實踐一些如工作條件、薪資、童工及環境的標準。
FTO Mark，能為消費者、新舊的商業夥伴、政府及捐助者，首次提供了一種認定公平貿易組織（包括那些手工藝品生產者）的方式。

## 影響研究
最近有一些獨立的研究，在評量公平貿易對弱勢農民及勞工的影響。
在2002年，薩塞克斯大學貧窮研究機構裏的Lorain Ronchi研究公平貿易對哥斯大黎加Coocafe公司的影響，Ronchi發現，公平貿易增強了生產者組織，同時總結認為“以1990年代早期的咖啡危機而言，公平貿易可以說己達成了它們要改善小生產者的收入、生活品質，以及健全地方組織之目的。
在2003年，科羅拉多大學公平貿易研究團體總結了七個拉美公平貿易咖啡生產者的個案（UCIRI、CEPCO、Majomut、Las Colinas & El Sincuyo La Selva、Tzotzilotic和La Voz），認為公平貿易能在“短時間內改善小規模咖啡生產者及其家庭的生活”。這些研究發現，在公平貿易下的生產者，更能得到信貸及外來的發展資助。同時，這研究也指出，比起傳統的咖啡生產者，公平貿易生產者更能得到訓練機會並能改善其咖啡的品質，而那些公平貿易生產者的家庭也更穩定，比起傳統咖啡生產家庭，小孩也能得到更好的教育機會。
Nicolas Eberhart於2005年為法國非政府組織Agronomes et Vétérinaires sans frontières曾經針對玻利維亞的咖啡公平貿易進行個案研究，認為公平貿易的認證活動對Yungas當地的咖啡價格有正面的影響，也在經濟上造福了所有的咖啡生產者（無論有無公平交易認證），同時，公平貿易也能增強其生產團體及他們的政治影響力。
由Becchetti及Costantion（2006）所主導的計量經濟學分析，驗證公平貿易對肯亞農民的影響，研究者觀察一組經過公平貿易認證的農民，並且抽樣另外一組農夫作為對照組比較。在經過相同的一段時間後發現，無論是以貨幣或非貨幣的價值計算，公平貿易都能改善農民的生活、減少兒童死亡率、改善家戶食物的攝取、對其作物的價格及生活條件更感到滿足等。在方法學中，該研究所採用的樣本、農作物與公平貿易的相對貢獻度，以及對照組的選擇都可能有誤差，因此該研究並非全部的論點都是穩固的。
在2014年，倫敦大學經濟學教授克拉默（Christopher Cramer）為首的研究團隊发現，在種植「公平貿易」花卉、咖啡與茶葉的地區，工人所獲報酬通常較其他可比較地區低，工作環境亦較差，而且普遍存在聘用童工的問題。整體而言，未獲公平交易認證但規模較大、運作較商業化的農場，向工人支付報酬高於小作坊，即使只對小作坊作比較，公平貿易組織經營的地區薪金亦普遍較低。其中非洲烏干達與埃塞俄比亞的農民工並未從生產「公平貿易」商品中獲益，銷售產品的利潤大部分未落入工人手中。

## 公平貿易與政治

### 歐洲

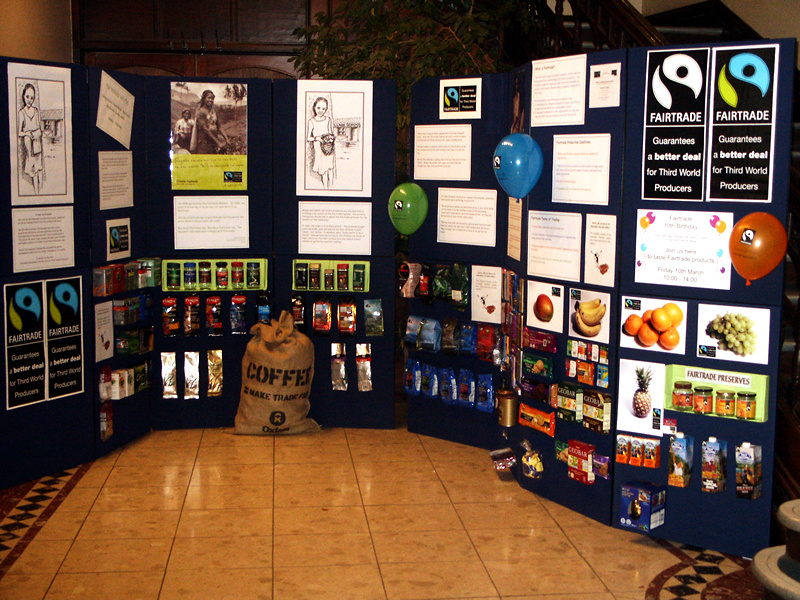
陳列在英國德比郡（Derbyshire）議會的公平貿易產品

早在1994年，歐盟執委會便準備了“另類貿易備忘錄”，以聲明對南北半球公平貿易的支持，以及要建立歐盟執委會公平貿易工作小組的意圖，另外，歐洲議會也於同一年採用了“提倡南北貿易公平和團結性決議文”（OJ C 44, 14.2.1994），以表達他們對公平貿易的支持。
在1996年，經濟及社會委員會使用了“對歐洲公平貿易進展的意見”（Opinion on European “Fair Trade”making movement），一年後，在1997年，歐洲議會採用了這分文件，要求歐盟執委會支持公平貿易香蕉的營運者，同一年，歐盟執委會出版了“歐盟消費者對公平貿易香蕉的態度”的調查，結論是公平貿易的香蕉能在歐盟七個國家公開販售。
在1998年，歐洲議會在歐盟執委會之後，採用了“公平貿易決議文”（Resolution on Fair Trade, OJ C 226/73, 20.07.1998），歐盟執委會在1999年使用了“Commission對Conncil針對公平貿易的溝通”（Communication from the Commission to the Council on “Fair Trade”COM (1999) 619 final, 29.11.1999）。
在2000年，歐洲的政府部門開始採購公平貿易的茶與咖啡，另外，在同一年，科都努協定（Cotonou agreement）在第23條g款中特別推廣公平貿易，歐洲議會及地方議會的決議2000/36/EC，也開始推廣公平貿易。
在2001及2002年，歐盟在數份文件中特別提到公平貿易，最顯著的例子是2001年在企業社會責任的綠色報告，及2002年對貿易及發展的溝通文件。
在2004年，歐盟採用了“農產品連鎖，依賴與貧窮－歐盟行動計劃提案”，其中特別提到公平貿易運動“已經塑造了一個更具社會經濟責任的貿易潮流”（COM (2004)0089）。
2005年，歐盟執委會在“發展政策連貫性－加速朝向千禧年發展目標”（COM (2005) 134 final, 12.04.2005）中提到公平貿易，是“一種能減少貧困及永續發展的工具”。
最後，在2006年的7月6日，歐洲議會無異議的通過一個有關公平貿易的決議文，承認公平貿易所能帶來的好處，認為歐盟應在全歐政策架構下發展公平貿易，以更加支持公平貿易（EP resolution “Fair Trade and development”, 6 July 2006）。
歐洲綠黨MEP Frithjof Schmidt在其大會辯論時說“這決議文回應了公平貿易另人驚豔的成長，顯示歐洲消費者對於負責任購買越來越感到興趣”，歐盟外貿執行官Peter Mandelson表示，執委會會全盤接受決議文，“公平貿易使得消費者思考，所以是相當有價值的，這決議文將會幫助我們發展一套連貫的政策架構”。

### 法國
在2005年，法國國會議員Antonine Herth發表“40個維持公平貿易發展的提案”報告，同一年，這報告隨後引發立法行動，提議建立一個委員會承認公平貿易機構（article 60 of law no. 2005-882, Small and Medium Enterprises, 2 August 2005）。
在立法行動的同時，2006年法國國際標準組織（ANFOR）也在經過五年的討論之後，採用了公平貿易作為參考文件。

### 意大利
在2006年，義大利國會議員開始辯論如何在國會進行公平貿易的立法，十月初進行了一個廣泛的咨詢程序。

### 比利時
比利時的國會議員於2006年開始討論公平貿易立法的可能性。

### 香港
2002年，香港樂施會開始推廣「公平咖啡」，亦開始宣揚公平貿易的理念。
2005年世界貿易組織第六次部長級會議在香港舉行，韓國農民遠道來港進行遊行示威，引起更多香港人關注現行國際貿易制度中種種不公平的情況。樂施會於4月至12月間舉行「貿易要公平，走出貨櫃」展覽，在香港各大學校園巡迴展出。展覽以世界貿易組織（世貿）、貿易及貧窮問題為主題，展品全放置在一個貨櫃之內。
2008年由十個團體組成的香港公平貿易聯盟成立，並在天星碼頭舉辦了「公平貿易嘉年華」。香港公平貿易聯盟成立公平貿易工作間協會，鼓勵企業和機構承擔社會和道德責任。
2018年，一間由一對老夫婦經營的公平貿易小店接受訪問，提到每天都有相關文件需要處理。

### 臺灣
臺灣自2006年開始有公平貿易店舖，2008年開始於每年5月自發性的舉辦世界公平貿易日活動。2010年6月18日，臺灣的公平貿易商與支持者共同成立臺灣公平貿易協會。2012年的世界公平貿易日為協會成立後首次舉辦，邀請陳曼青為年度推廣大使，推動公平貿易茶水間與公平貿易校園等行動。
台大社科院於2008年9月在校園開始供應公平貿易咖啡，成為臺灣第一個公平貿易校園，接後元智大學、輔仁大學陸續開始於校園推動公平貿易運動。臺灣目前有38間公平貿易茶水間。2011年11月國際公平貿易標籤組織來台舉辦座談會，從其公佈的資料顯示，2010年臺灣公平貿易的銷售總額已超越南韓。

### 中國大陸
中國大陸目前包括江西婺源縣大鄣山茶有四個茶葉生產商獲得國際公平貿易認證組織（FLO）所發的認證標籤，另有一個生產商獲得FLO「乾果、油籽、大豆和豆類」的認證標籤。
「彩線雲南」是中國大陸第一個世界公平貿易組織（WFTO）會員，另一個則是國際竹藤組織。2009年9月在上海注册成立的乐创益公平贸易发展中心有望成為第三個。與港台發展不同的是，中國大陸主要仍是弱勢的生產方或平臺，港台則扮演消費方。

## 公平貿易的理由
在公平貿易裏，一項很容易被發現的事實，就是它認為現在的全球貿易組織是“不公平的”，當人們在為公平貿易宣傳的時候，通常是以個體經濟的市場失靈、現有的商品危機及它對發展中國家生產者的衝擊作為理由，以說明我們為何需要公平貿易。

### 自由貿易與市場失靈
所有FINE的成員及公平貿易會員，在理論上，都支持自由貿易無障礙的原則；然而，如牛津大學的社會企業教授Alex Nicholls所指出“那些古典自由主義及新自由主義經濟理論的基礎條件，在許多發展中國家的農業社會裏，都極度缺乏”。例如完全市場資訊、完整接觸商機及信貸的機會、應因市場資訊而更變生產技巧及產品的能力，這些基本假設都是“發展中國家農民及勞工的謬論”。
由於缺乏這些個體經濟的條件，那些應由貿易而來的利益可能全然消失。雖然Nicholls大致上同意，在某些市場，雙贏的情況可能發生；然而“在發展中國家的市場條件不是如此，生產者不能由貿易變的更好”，現存的市場失靈使得發展中國家很難脫離貧窮。
公平貿易以提供生產者穩定的產品價格、企業支持、接觸優質北方市場及更好的貿易條件等，可以被視為一種嘗試要解決市場失靈的努力。

### 商品危機
那些公平貿易的宣傳中，同時也會指出自1970年代及1980年代所開始的，全球貨物市場中的失序競爭，導致一種價格上的“底限競賽”；自1970年到2000年，許多發展中國家主要農產品的價格，如糖、棉花、可可及咖啡，己跌落30%到60%，歐盟執委會指出“在發展中國家，由於缺乏1980年代末的國際干預政策及1990年代的貨物市場改革，使得貨物部門，特別是小型生產者，在市場的需求中苟延殘喘”，今日“由於大部份的商品價格變動很大，同時也有長期跌價的趨勢，這些生產者都生活在一個無法預測的環境當中”，根據聯合國農糧組織估計，由於商品價格的下滑，在1980年至2002年之間，發展中國家共損失了約2500億美元。
數百萬的貧農依賴著那些由收成得來的產品收入，約五十個發展中國家，其外銷營收的大部份，仰賴著三種或是更少種的主要產品。
許多農民多半缺乏其他謀生技藝，無論價格如何低落，只能更加的依賴農作物；研究顯示，因商品價格下滑而損失最嚴重的是那些貧農，就如發展中國家的大多數人口，基礎農業的勞動者約佔發展中國家人口的50%，其產值約佔GDP的三分之一。
公平貿易的支持者相信，現行的市場價格不能適當的反應生產的真實成本；他們相信，唯有管理良好且穩定的基本價格系統，才能包含環境及社會的生產成本。以非牟利形式推動企業和民間團體，共同探尋更合乎公平貿易和消費者責任的經營方式。優點是讓大小企業和團體、不論規模和背景，均有參與和對話的機會；同時亦避免合格／不合格的淘汰式二分法，而是透過磋商和協作態度，鼓勵成員機構申報利潤及公開報生產資料，不斷改進負責任的經營方式。

## 批評
由於日漸流行，公平貿易開始受到來自政治光譜兩端的批評。某些經濟學家及智庫認為公平貿易是一種妨礙經濟成長的補貼，而部分左派人士如齊澤克，則批評公平貿易並未積極挑戰現有的貿易系統。

### 農業經濟與行銷
經濟學家彼得·格裡菲斯指出，公平貿易對終端零售商非常有利可圖，但消費者多付的錢有多少到達生產國，有多少直接進入生產者手中還是落入出口商手中值得懷疑。據稱目前為止沒有證據證明公平貿易的生產者確實收取到較高的價格，也沒有證據證明公平貿易改善了相關生產者的經濟情況，但公平貿易確實會傷害到非公平貿易的生產者。現在對公平貿易生產者與非公平貿易對照組在實施相關措施前後的收入並沒有正式的影響效果研究，對於相關的援助組織帶來的收入增長多寡也不存在評估。公平貿易歐盟所有國家的產品銷售商對生產者因公平貿易而增加的收入並未依法律給出足夠的相關資訊，因而可能都已犯法。他的結論認為公平貿易基本上並不合乎道德原則。

### 扭曲價格信號

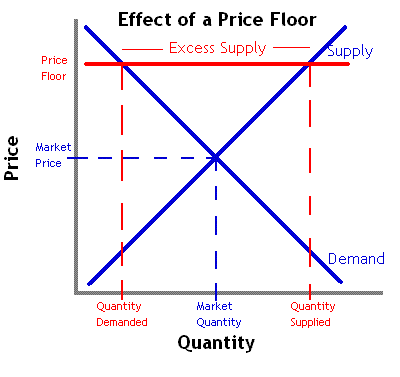
限制最低價格的效果

部分反對者認為公平貿易如同其他的農產品補貼，試圖為產品建立一個高於市場價格的最低價格，這樣一來會鼓勵現有的生產者製造更多這類產品，並鼓勵新的生產者加入生產此一產品的行列，這樣會造成供給過剩。根據經濟學上的供需法則，供給過剩會造成該產品在非公平貿易的市場價格被壓低。

### 造成资源的错配
部分反对者亦认为，消費者因公平贸易多付的錢，大部分并没有流入生产者，让他们用于提高产品的质量，而是用于支付公平贸易认证机构的认证费用，并满足这些机构提出的要求。这实际上产生了资源错配的效果。长远来看，公平贸易将会阻碍产品质量的提升。
2003年，卡托研究所當時的研究部門總裁表示公平貿易是「以善意出發的干涉主義手段......註定要以失敗告終。」根據他的說法，公平貿易試圖補救市場失靈的問題，但想要以一種有問題的價格結構取代另一種有問題的價格結構，其實是被誤導的嘗試。這是對公平貿易主流批評的代表性言論，認為它會「讓公平貿易生產者增產」，雖然在短期內對部份公平貿易生產者有利，但對長遠的經濟發展與增長將造成負面影響。經濟學理論認為當某產品價格由於生產過剩而降低，補貼或者人為地抬高價格會鼓勵增產，並吸引新的生產者從事無效率的活動，使問題更加惡化。
部份學者對上述論點提出以下反駁：
1. 首先，生產者與中間商之間的交易經常不是在正常的競爭框架下。[40]在這樣的情況下市場價格受到了扭曲，因為價格反映出的並不是生產者的生產力，而是他們的低議價能力。[41]
2. 其次，所謂價格扭曲的論點並未考慮到產品區隔的原則。例如咖啡，並不能與原油等大宗物資相提並論。咖啡有許多種，在生產技術上各有區別，[42]在品質、攪拌、包裝、處理，甚至是否擔負社會責任上，各個時期與地區各有不同。消費者的需求跟品味決定了不同種類咖啡產品可接受的價格。[40]在這樣的思路之下，公平貿易可以視為一種市場驅動的革新，在食品產業中打造出一個不斷成長的新區隔，贊同其理念的消費者願意為環境與社會責任付出更高的價格。[40]
3. 第三，上述論點假設公平貿易的農作物生產者確實得到更高的收入，但這一說法並無實證支持。